# 시빌리언 아스트레이
시빌리언 아스트레이(영어: Civilian Astray, 일본어: シビリアンアストレイ)는 애니메이션 《기동전사 건담 SEED C.E.73 STARGAZER》 및 《기동전사 건담 SEED ASTRAY 시리즈》에 등장하는 모빌 슈트(MS)로 분류되는 가공의 유인 조종식 인간형 로봇 병기이다.

## 같이 보기
- 건담 시리즈의 병기 목록